# Réda Babouche
Mohamed Réda Babouche (sinh ngày 3 tháng 7 năm 1979 ở Skikda) là một cầu thủ bóng đá người Algérie. Hiện tại anh thi đấu cho MC Alger ở Giải bóng đá hạng nhất quốc gia Algérie.

## Sự nghiệp quốc tế
Ngày 12 tháng 6 năm 2005, Baboucanh ra mắt cho đội tuyển quốc gia Algérie khi vào sân ở hiệp hai trong thất bại giao hữu 3–0 trước Mali.
Baboucanh từng là thành viên của đội tuyển Algérie thi đấu tại Cúp bóng đá châu Phi 2010 ở Angola. Anh chỉ có 1 lần ra sân, đá chính trong trận tranh hạng ba trước Nigeria.

## Danh hiệu
- Vô địch Cúp bóng đá Algérie 2 lần cùng với MC Alger ở 2006, 2007
- Vô địch Siêu cúp bóng đá Algérie 2 lần cùng với MC Alger năm 2006, 2007
- Vô địch Algerian Championnat National 1 lần cùng với MC Alger 2010